# Luna Rossa (ITA 45)
Luna Rossa es el yate con el número de vela distintivo ITA 45 de la Clase Internacional Copa América.
Navega bajo pabellón italiano y pertenece al equipo Prada Challenge.
En 2000 ganó las Challenger Selection Series (Copa Louis Vuitton) por 5 a 4 al AmericaOne de Paul Cayard y disputó la 30 edición de la Copa América de Vela, disputada en Auckland (Nueva Zelanda), que perdió ante el Team New Zealand neozelandés. Su victoria ante los norteamericanos en la Copa Louis Vuitton propició la primera Copa América de la historia sin presencia de los Estados Unidos.

## Datos
- Número de vela: ITA 45
- Nombre: Luna Rossa
- Club: Club de Yates Punta Ala
- Pabellón: Italia
- Propietario: Prada Challenge
- Constructor:  Prada Shipyard
- Velas: North Sails
- Mástil/Jarcia: Southern Spars
- Diseño: Germán Frers Jr., Doug Peterson, German "Manni" Frers, David Egan, Claudio Maletto, Andrea Avaldi, Miguel Costa y Giovanni Belgrano
- Patrón: Francesco De Angelis
- Caña: Francesco De Angelis
- Táctico: Torben Grael
- Navegante: Matteo Plazzi y Dario Malgarise
- Tripulación: 16
- Construido: 1999
- Botadura: 18 de septiembre de 1999
- Material del casco: Fibra de carbono
- Eslora: 24.15 m
- Eslora de flotación: 18.13 m
- Manga: 4.31 m
- Calado: 3.96 m
- Superficie vélica: 321.30 m²
- Desplazamiento: 27.550 toneladas
- Mástil: 33.50 m
- Rating: IACC

- Datos: Q5907208